# 東京銀行
株式会社東京銀行（とうきょうぎんこう、英語: The Bank of Tokyo, Ltd.）は、かつて存在した日本の銀行。略称は東銀（とうぎん）、自行内や金融業界内では英語名を略してBOT（ビー・オー・ティー）と呼ぶこともあった。コーポレートカラーは緑。キャッチコピーは 「広がる世界　身近な東銀」。
1996年（平成8年）4月1日の三菱銀行との合併（東京三菱銀行）から度重なる再編が続いている。後身である三菱UFJ銀行に「東京」の名称はなくなり、現在は同行に継承されているSWIFTコードに往時の面影を残すのみとなっている。

## 概略
設立は1946年（昭和21年）。初代頭取は濱口雄彦。実質的前身は、戦前における特殊銀行・横浜正金銀行。普通銀行として新規に発足したが、事実上は閉鎖機関に指定された横浜正金銀行の資産を引き継いでの開業であった。1954年（昭和29年）公布の外国為替銀行法に基づき、日本で唯一の外国為替銀行（いわゆる「外国為替専門銀行」のこと。略称「為専」）となったが、便宜上都市銀行として扱われ、BANCSにも参加していた。
本店は東京都中央区日本橋本石町一丁目にあった。この場所はかつての横浜正金銀行東京支店の位置であるが、日本銀行本店のすぐ隣りでもあり、この銀行が通常の商業銀行とは違う、かつての特殊銀行であったことをうかがわせる。
外国為替銀行法に基づく外国為替銀行という性格上、貿易に直接関係のない業務は認められないため、外国為替銀行の認可をうけるにあたっては半数近くの支店を閉鎖した。しかし、後にはその制約から円資金の調達に支障をきたしたため、日本興業銀行・日本長期信用銀行・日本債券信用銀行・農林中央金庫・商工組合中央金庫などと並んで金融債を発行することが許可されるに至った（後述）。
上記の経緯から、1954年（昭和29年）の時点で保有していた店舗のなかには、第一銀行や三井銀行、大和銀行などの他銀行へ営業を譲渡されたものもあった。初代渋谷支店は三井銀行に営業譲渡された。
1967年の英ポンド切り下げに関し、東銀は1965年から警戒感を強め外為専門銀行としての存在感を示した。当時の日本の自動車、家電製品はまだ米国に輸出できる程の性能を有しておらず、英ポンド圏だったアジア、アフリカ向け輸出が多く、輸出企業にとってポンド切り下げは大きな影響力があった。切り下げを見込んだ東銀は素早くポンドを先売りし、実際にポンド切り下げを英国が発表すると顧客のポンド売りが殺到したが東銀は事前に準備していたかいもあって、注文を受け付けることができた。
比較的、旧大蔵省の影響力が強く、元大蔵省財務官の柏木雄介を頭取（のち会長）として迎えるなど、人的つながりも強く見られた（もっとも、柏木雄介の父は、横浜正金銀行 の頭取を務めていたという縁もある）。合併時の会長であり、東銀由来の国際通貨研究所の理事長を務めた行天豊雄も元財務官である。
1970年代までは、主に日系企業の海外進出の支援や国外でのシンジケートローン等に強みを発揮していたが、1980年代に入ると中南米向けの不良債権がその体力を急速に衰えさせ、外国為替業務の独占も既に崩れており、その優位性と存在意義は最早ゆるぎないものではなくなっていた。実際、1990年代にかけ、他行との合併の噂が浮かんでは消え、「引く手あまたの花嫁候補」などと報道されていたこともある。

## 金融債
1954年（昭和29年）に外国為替銀行の認可をうけたことによる制約から、円資金の調達に支障をきたしたため、日本興業銀行・日本長期信用銀行・日本債券信用銀行・農林中央金庫・商工組合中央金庫などと並んで金融債の発行が許可された。それが「東京銀行債券」である。
3年物の利付金融債「リットー」「ハイジャンプ」や、1年物の割引金融債「ワリトー」が主力商品であった。
普通銀行であり金融債を発行していなかった三菱銀行との合併に際して、「東京三菱銀行債券」として6年間のみ継続発行が認められた。2002年（平成14年）、当該期間終了に伴い、東京三菱銀行は金融債の発行を終了した。

## 三菱銀行との合併

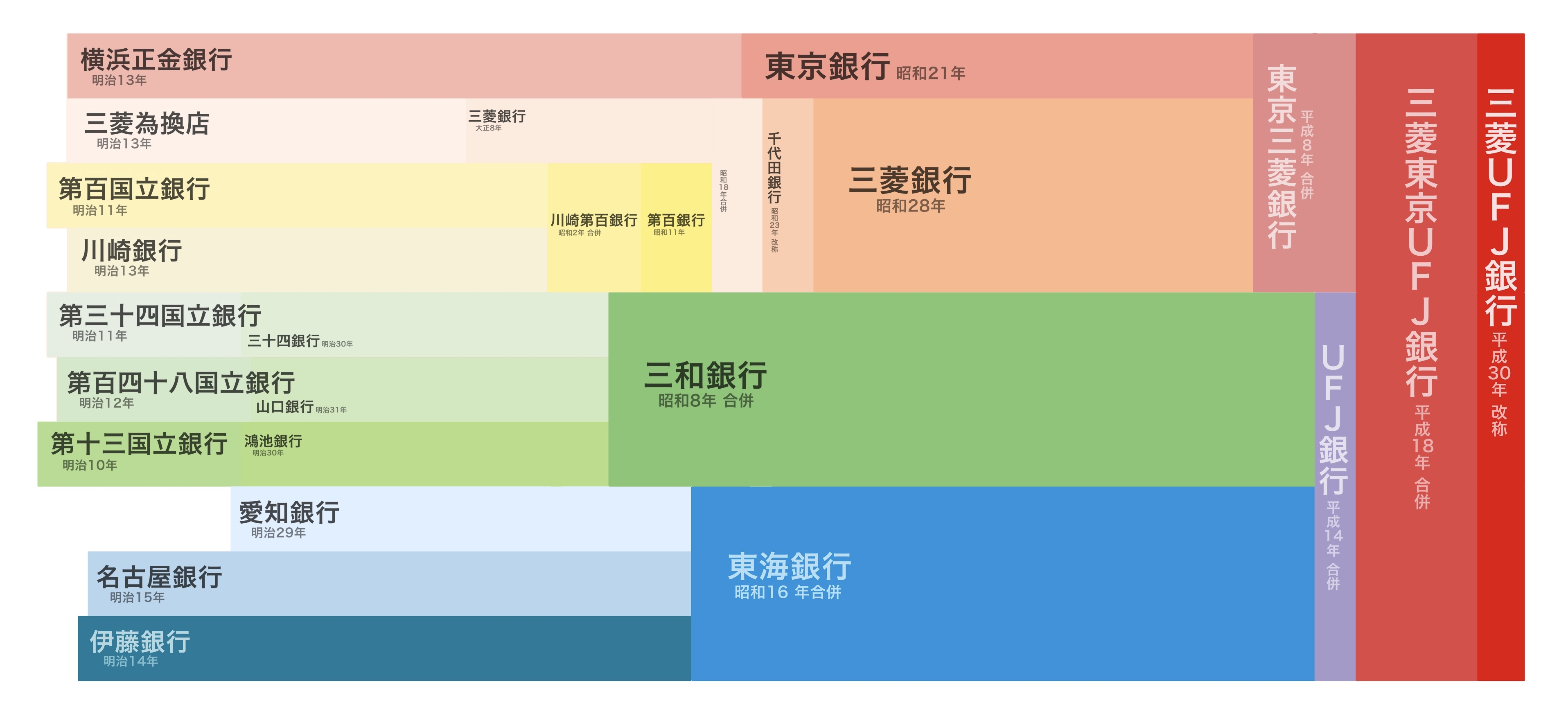
銀行合併の沿革

1995年（平成7年）3月28日午後、日本経済新聞に三菱銀行との合併がスクープされた（同日常務会での合併覚書への調印決議）。「三菱銀行、東京銀行が対等合併」の報道がテロップで流れた際、東銀の外為ディーリングルームでは忙しく動き回っていた外為ディーラーの手が止まり、一瞬の異様な静けさの後どよめきが生まれた。三菱銀行のディーリングルームでも同様に報道直後はパニック状態だった。
1996年（平成8年）4月1日に合併し東京三菱銀行となった。外国為替銀行法により、業務に制約のある東京銀行を存続会社とするのは現実的ではなかったため、三菱銀行を存続会社とし、合併比率も持ち株ベースで1：0.8と数字上三菱銀行に吸収される形で東京銀行は消滅したが、現在の三菱UFJ銀行の沿革図中に書かれる「横浜正金銀行－東京銀行」の位置を見てもわかる通り、事実上対等（むしろやや東京銀行寄り）な合併であり、国立銀行条例に基づき政府の1/3出資により設立された横浜正金銀行を源流とする特殊銀行（外為銀）である東京銀行のブランド性と、富豪の金融事業に端を発する三菱銀行のボリューム力が、互いの求める部分に合致した非常に合理的な相互補完であった。また、この合併比率は東銀側に有利な算定であったとも言われる。
新銀行発足当初の役員人事は、初代頭取を旧東銀出身の高垣佑（たすく）としたのをはじめ、見事なたすきがけ人事であったが、高垣の退陣後、東京三菱銀行および現在の三菱UFJ銀行に至るまで、旧東銀出身者が頭取に就任した実績は皆無である。最後の頭取であり、東京三菱銀行の初代頭取も務めた高垣佑は、初代三菱商事社長・高垣勝次郎を父に持ち、生まれながらにして三菱グループびいきの人物との評があった。東京三菱銀行の誕生は、このような高垣の人的バックグラウンドが大きく作用したと言われる。
三菱銀行との合併の際、銀行名は「東京」を先に「三菱」を後ろに据えた東京三菱銀行となり、英文社名も「The Bank of Tokyo-Mitsubishi, Ltd.」と「Bank of Tokyo」を残す形となったが、これは東京銀行が吸収した側であることを示すものではなく、単なる名（銀行名や頭取）と体（存続会社や本社機能所在地）のたすきがけであり、また海外での東京銀行の知名度の高さを意識したCI戦略のひとつでもあった。その後、東京営業部と本店の統合がなされ、旧東急百貨店日本橋店脇にあった（旧三菱銀行）日本橋支店が東京営業部跡へ移転し、預金は日本橋支店（現：BTMU日本橋支店）もしくは本店等に移管された。
その後、2006年1月に東京三菱銀行がUFJ銀行を救済合併（吸収合併）した際は、銀行名は三菱東京UFJ銀行となり、「東京」と「三菱」が入れ替わる。英文社名は「The Bank of Tokyo-Mitsubishi UFJ, Ltd.」と引き続き「Bank of Tokyo」を残し、海外との決済などで使われるSWIFTコードは旧東京銀行が使っていた「BOTKJPJT」が引き継がれた一方、親会社である金融持株会社の名称は、三菱東京フィナンシャル・グループ（MTFG）の「東京」が省かれ、三菱UFJフィナンシャル・グループ（MUFG）とされた。しかし2017年5月、同グループより銀行名も2018年春を目処に三菱UFJ銀行（MUFG Bank, Ltd.）に商号変更となることが正式に公表された。翌年4月の改称により、三菱銀行との合併から22年にして「東京」の名称が消滅し（同時に「三菱東京」の名称も消滅した）、東京銀行の名残は三菱UFJ銀行のSWIFTコードに残るのみとなった。

## 企業文化

### リベラルな行風
旧東銀では、保守的な日本の銀行界にあってリベラルな行風であったと言われる。女性を活用する行風があったこと、役員・部長を含め、上司に対して「さん」付けで呼んでいたこと、当時白シャツが主流であった日本の銀行員の中で、若手を含めカラーシャツを着用することが多かったこと、中堅行員はベルト代わりにサスペンダーを着用するなど、外資系金融機関的なカルチャーを有していた。
合併後、旧三菱銀行の権威主義的・官僚的社風になじめず、外資系金融機関や国際機関などを中心に、転出・転職者が相次いだのも事実であり、現在では外資系投資銀行の幹部等として活躍している者も多い。

### 女性の活用
旧東銀では男女雇用機会均等法が施行される前から女性を活用する行風があり、大卒女子学生の人気企業の一つであった。女性の管理職への登用も古くから活発で、三菱銀行と合併する以前から、女性が本店営業部長を務めたこともある。第27代人事院総裁の川本裕子も旧東銀出身である。
男女雇用機会均等法施行後は、最初から総合職として採用した女性こそ全体の5%〜10%（他行並み）と少なかったが、一般職の女性であっても、優秀な者については海外勤務や本部にて基幹業務に携わる機会が与えられていた。

## 現存する関連企業・団体
※ 2022年現在
- 東京クレジットサービス
- 東銀リース
- 公益財団法人国際通貨研究所（非営利法人）[5]

## 合併時（1996年3月31日現在）における国内拠点

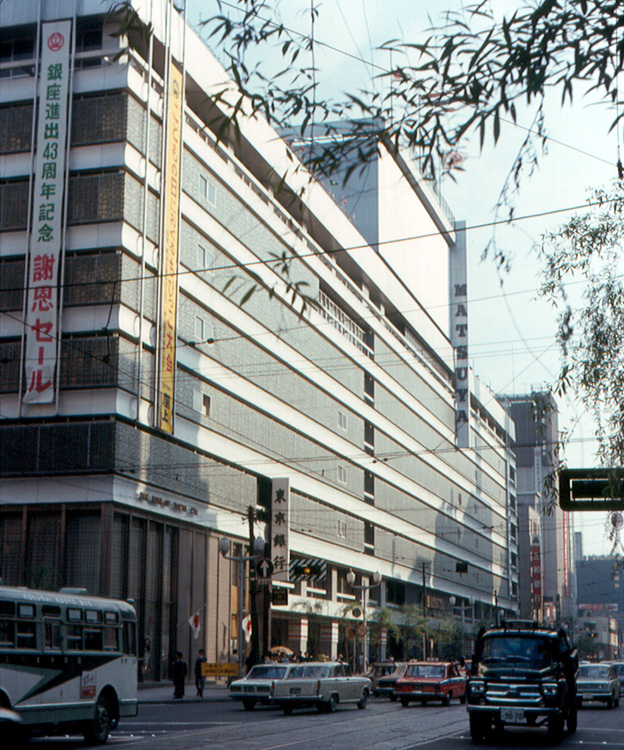
銀座松屋にあった東京銀行銀座支店（1967年5月）

- 本店営業部
- 銀座支店
- 八重洲通支店
- 人形町支店
- 上野支店
- 神田支店
- 丸ノ内支店
- 有楽町出張所
- 内幸町支店
- 赤坂支店
- 新橋支店
- 浜松町支店
- 浅草支店
- 池袋支店
- 新宿支店
- 渋谷支店
- 五反田支店
- 青山支店
- 蒲田支店
- 横浜駅前支店
- 横浜支店
- 立川支店
- 成田空港支店
- 成田空港第2ビル出張所
- 名古屋支店
- 名古屋東出張所
- 京都支店
- 大阪支店
- 船場支店
- 神戸支店
- 関西空港出張所
- 広島支店
- 下関支店
- 福岡支店
- 札幌支店

## 合併時（1996年3月31日現在）における海外拠点（地名のみは支店）
ヨーロッパ
- ロンドン
- パリ
- ブラッセル
- ハンブルク
- デュッセルドルフ
- フランクフルト
- ミラノ
- マドリッド
- バルセロナ
- ウィーン
- リスボン
- ベルリン駐在員事務所
- モスクワ駐在員事務所
- スイス東京銀行（チューリッヒ）
- オランダ東京銀行（アムステルダム）
- 欧州東京銀行（パリ）
- ルクセンブルク東京銀行
- ドイツ東京銀行（フランクフルト）
- バンクオブトウキョウインターナショナル（ロンドン）
- バンクオブトウキョウキャピタルマーケッツ（ロンドン）

アフリカ
- カイロ駐在員事務所
- ナイロビ駐在員事務所

中近東
- バーレーン
- イスタンブール駐在員事務所
- アブダビ駐在員事務所
- テヘラン駐在員事務所

アジア
- カラチ
- ニューデリー
- ボンベイ
- カルカッタ
- バンコク
- チョンブリ
- ラブアン
- ホー・チ・ミン
- シンガポール
- ジャカルタ
- マニラ
- 香港
- カオルン
- 深圳
- 北京
- 上海
- 大連
- 台北
- ソウル
- プサン
- ダッカ駐在員事務所
- ハノイ駐在員事務所
- 広州駐在員事務所
- 成都駐在員事務所
- ヤンゴン駐在員事務所
- バンコク東京ファイナンス・アンド・セキュリティーズ
- マレーシア東京銀行
- バンコク東銀ホールディング
- BOTインターナショナルシンガポール
- BOTインターナショナル香港
- キンチェン東京ファイナンス（香港）

- シドニー駐在員事務所
- オークランド駐在員事務所
- 豪州東京銀行

北米
- ニューヨーク
- サンフランシスコ
- ロスアンゼルス
- シアトル
- ポートランド
- マイアミ
- ホノルル
- シカゴ
- アトランタ
- ダラス
- ヒューストン出張所
- ワシントン駐在員事務所
- ユニオン・バンク
- 東京銀行信託会社
- シカゴ東京銀行
- カナダ東京銀行

中南米
- パナマ
- ケイマン
- サンチャゴ
- ブエノス・アイレス
- メキシコシティ駐在員事務所
- カラカス駐在員事務所
- ボゴタ駐在員事務所
- リオ・デ・ジャネイロ
- メキシコ東京銀行
- ブラジル東京銀行（サンパウロ）

その他、欧州・北米・アジアに証券子会社、、リース子会社、投資顧問子会社があった。

## 合併時以前に閉鎖された拠点（外国為替専門銀行転換以降。年月日は各閉鎖日）
国内
- 六本木出張所（1995年9月8日）
- 日比谷支店（1995年7月21日）
- 大阪空港支店（1994年11月13日）
- 羽田支店（1993年9月27日）
- トーアロード支店（1985年4月20日）
- 名古屋駅前支店（1983年11月19日）
- 長崎支店（1980年3月2日）
- 清水支店（1980年3月2日）
- 日本橋出張所（1974年4月14日）
- 心斎橋支店（1973年1月16日）
- 小樽支店（1969年11月30日）
- 門司支店（1961年9月30日）

海外（地名のみは支店）
- ラゴス駐在員事務所（1996年3月28日）
- メルボルン駐在員事務所（1992年12月21日）
- トロント駐在員事務所（1992年8月14日）
- バンクーバー駐在員事務所（1990年9月4日）
- リマ （1988年6月30日）
- ベイルート駐在員事務所（1987年3月10日）
- ヨハネスブルグ駐在員事務所（1986年12月26日）
- ヴィエンチアン （1971年3月31日）
- バグダッド駐在員事務所（1967年9月30日）
- プノンペン駐在員事務所（1967年4月30日）
- アレキサンドリア （1961年6月30日）

## 関連文献
- 『国際派バンカー井上實の回想　戦後日本の国際金融ビジネス展開』

本田敬吉・秦忠夫編著、明石書店、2015年。最高幹部の回想
- 『我々は外資に負けなかった　旧東京銀行の挑戦』津川清編、ISコム、2001年。昭和期の回想
- 『東京銀行史 本編・資料編』1997年・非売品

## イメージキャラクター
金融債のCMキャラクターとして、15代目片岡仁左衛門（当時は片岡孝夫）と、その長女で宝塚歌劇団に所属していた片岡サチ（当時は汐風幸）を起用していた（1989年7月以降）。当初はサチ単独で、後に親子共演となった。

## 出身者
- 堀江薫雄（元 頭取）
- 石井修（一橋大学名誉教授）
- 牛尾治朗（元 ウシオ電機会長）
- 大久保勉（元参議院議員、元福岡県久留米市長）
- 小沢鋭仁（元 環境大臣）
- 折原脩三（評論家、元 思想の科学研究会会長）
- 加野忠（元 ソロモン・ブラザーズ銀行日本代表）
- 川本裕子（人事院総裁、元早稲田大学大学院ファイナンス科教授）
- 関岡英之（政治・経済評論家）
- 徳川義宣（尾張徳川家第21代当主）
- 中内力（ダイエー創業メンバーの一人で元専務、兄は ダイエー 創業者中内㓛）
- 早瀬勇（金沢星稜大学学長、全国日独協会連合会副会長）
- 長谷雄幸久（元衆議院議員、弁護士）
- 蛇口浩敬（八戸学院大学学長)
- 三木茂（フィスコ創業者・元 会長、元 トムソン日本代表）
- 村瀬哲司（京都大学名誉教授）
- 茂木賢三郎（元 日本芸術文化振興会理事長）
- 森純一（京都大学名誉教授）
- 山崎昭（一橋大学名誉教授）
- 山田哲（タイトー社長、元 フェニックスリゾート社長）
- 若林正人（テレビキャスター）
- 杤迫篤昌 (マイクロファイナンス・インターナショナル（MFIC's） 社長兼CEO)
- 得能摩利子 (フェラガモ・ジャパン 社長兼CEO)
- 高木真理 (参議院議員)